# Вустерський соус

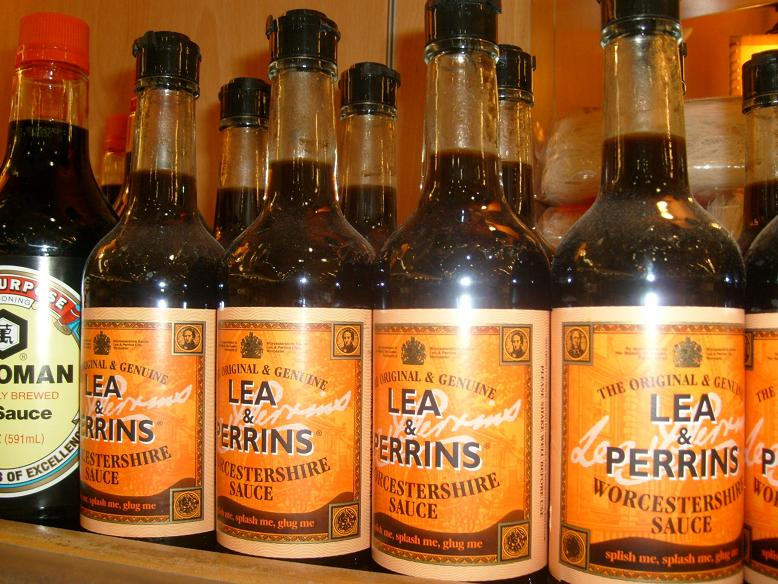
Вустерський соус виробництва Lea & Perrins

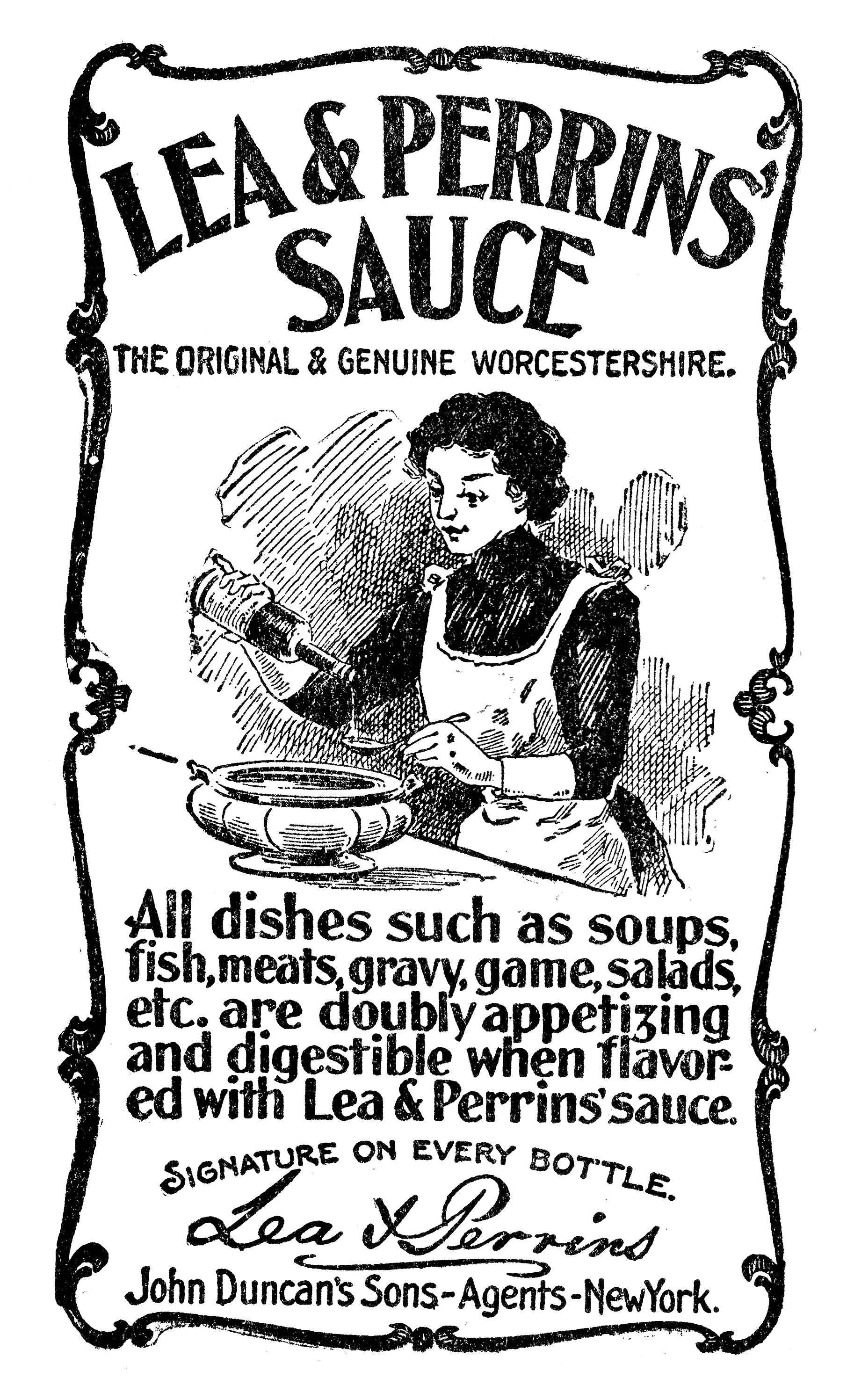
Реклама вустерського соусу початку XX століття

Вустерширський соус, або вустерський соус (англ. Worcestershire sauce, за назвою англійського графства Вустершир) — кисло-солодкий, злегка пікантний ферментований англійський соус, який готують на основі оцту, цукру і риби.

## Склад соусу
- Цибуля городня
- Цибуля шалот
- Часник
- чорний мелений перець
- Тамаринд
- Анчоус і або Сарделли (спеціально приготовлені пряні рибки)
- Аспік (м'ясний екстракт)
- карі
- Екстракт перцю чилі
- Духмяний перець
- Сік лимону
- Хрін
- Селера
- Імбир
- Лавровий лист
- Мускатний горіх
- Екстракт естрагону
- Асафетида
- Сіль
- Цукор або кукурудзяний сироп
- Палений цукор або чорна патока (меляса)
- Солодовий оцет
- Вода

Вустерширський соус — найважливіший компонент салату «Цезар» і коктейлів «Кривава Мері» та «Цезар».

## Марки
- Lea & Perrins (нині один з брендів Heinz)
- Heinz
- French's
- Cajun Power